# 샌더 가스파

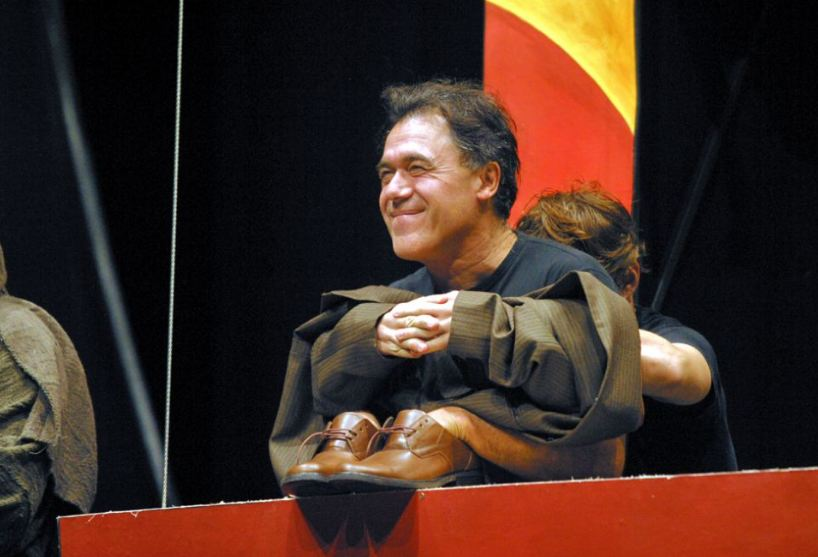

샌더 가스파(Sándor Gáspár, 1956년 4월 9일 ~ )는 헝가리의 배우이다.
센테시에서 태어났다.

## 영화
- 글래스 타이거 3 (2010년)
- 데이즈 오브 디자이어 (2010년)
- 더 세븐스 써클 (2009년)
- 델타 (2008년)
- 글래스 타이거 2 (2006년)
- 어밴던드 (2001년)
- 글래스 타이거 (2001년)
- 보이체크 (1994년)